# Aparta't de mi, Satanàs

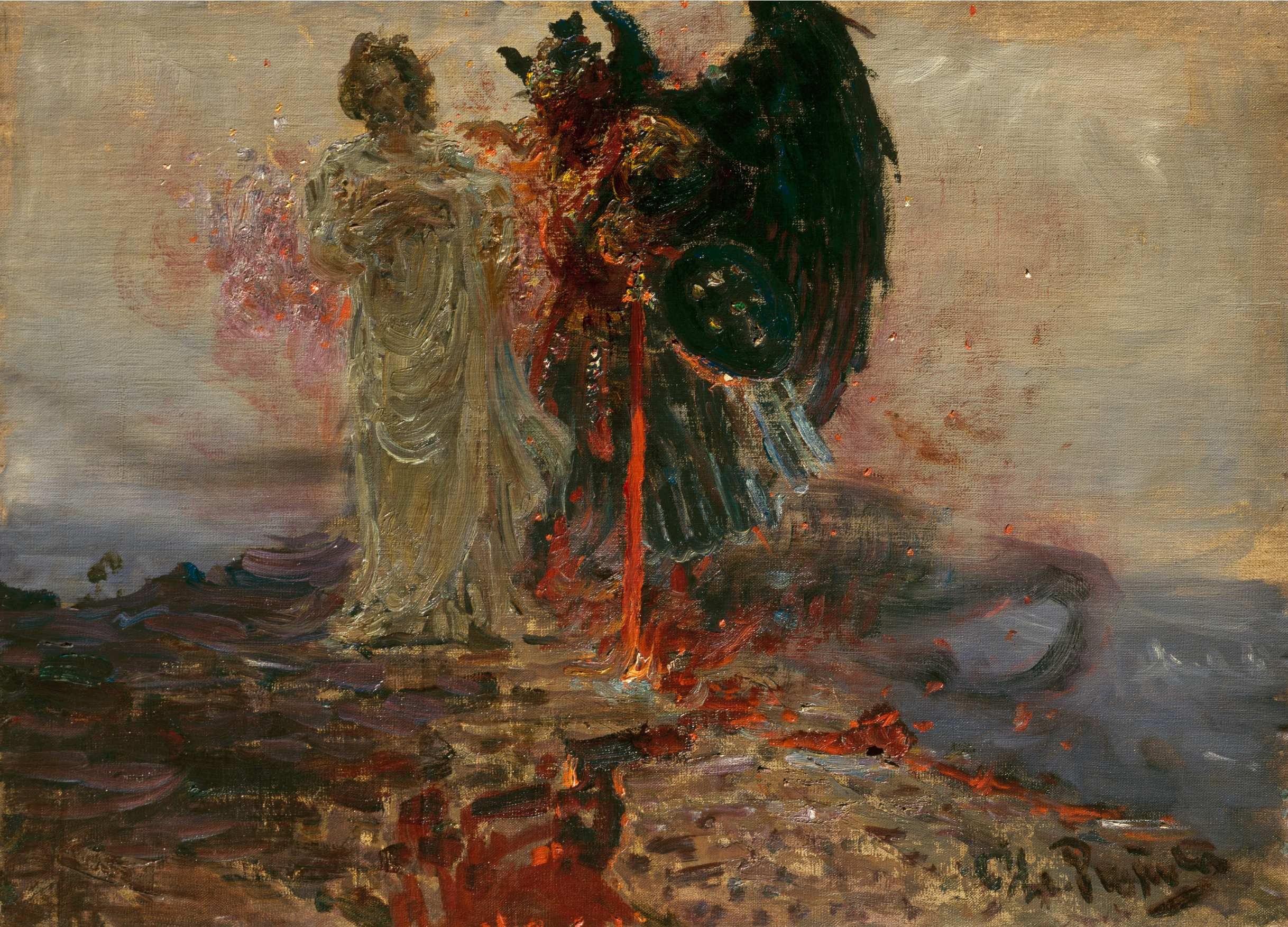
«Aparta't de mi, Satanàs» (1895) d'Ilià Repin, Museu Rus de Sant Petersburg

«Aparta't de mi, Satanàs» és una frase de Jesús de Natzaret dirigida a l'apòstol Simó Pere, narrada als evangelis de Marc (Mc. 8.33) i Mateu (Mt. 16.33). Simó Pere, després de reconèixer a Jesús com a fill de Déu (en l'episodi conegut com la Confessió de Pere) li demana també que eviti el seu turment i mort, la qual cosa provoca la irada reacció de Jesús i la seva frase d'«Aparta't de mi, Satanàs», que les bíblies en català han traduït de diferents maneres. Sovint se cita la frase també la seva versió llatina Vade retro satana. Jeroni d'Estridó va traduir el text original grec com a «Vade retro me Satana» (a Marc) i «Vade post me Satana» (a Mateu).
A l'episodi de la Temptació de Crist (Mt. 4 i Lc. 4), Jesús rebutja al dimoni amb la mateixa frase (denominat, respectivament, com a temptador -en grec: ὁ πειραζῶν, ho peirazōn- o diable -ὁ διάβολος, ho diabolos-).